# Vedbend-slægten
Vedbend (Hedera) er udbredt i Europa, Mellemøsten og Østasien. Det er stedsegrønne klatreplanter, (lianer), som klatrer ved hjælp af særlige klatrerødder. Her nævnes kun de arter, der er vildtvoksende i Danmark, eller som dyrkes her.
| Arter |

- Vedbend (Hedera helix)
- Irsk vedbend (Hedera hibernica)
- Kæmpevedbend (Hedera colchica)